# Kislápos
Kislápos (Lapsánka,  lengyelül: 'Łapszanka', szlovákul: 'Lapšanka' németül: 'Kleinlapsch') falu Lengyelországban, az egykori Nowy Sącz, a mai Kis-lengyelországi vajdaságban.

## Fekvése
Alsólápostól 6 km-re délnyugatra, Nowy Targtól 18 km-re délkeletre és Krakkótól 80 km-re délre a lengyel-szlovák határ mentén fekszik.

## Története
1899 előtt Lapsánkának nevezték. A település a trianoni diktátumig Szepes vármegye Szepesófalui járásához tartozott.
Egyike a trianoni békeszerződés aláírása után egy hónappal a belgiumi Spa-ban tartott diplomáciai konferencia által Lengyelországnak ítélt tizennégy szepességi falunak. 1939 és 1945 között a Szlovák Köztársasághoz tartozott.

## Lakossága
1910-ben 321 lakosa volt.
2006-ban 400-an lakták.